# Causse-et-Diège
Causse-et-Diège település Franciaországban, Aveyron megyében. Lakosainak száma 783 fő (2022. január 1.). Causse-et-Diège Balaguier-d’Olt, Capdenac-Gare, Foissac, Naussac, Salles-Courbatiès, Villeneuve, Capdenac, Faycelles és Frontenac községekkel határos.

## Népesség
A település népessége az elmúlt években az alábbi módon változott:
| Lakosok száma | 627  | 597  | 624  | 722  | 724  | 756  | 758  | 788  | 797  | 783  |
|               | 1975 | 1990 | 1999 | 2011 | 2013 | 2016 | 2017 | 2019 | 2020 | 2022 |